# Metro van Mexico-Stad
De Metro van Mexico-Stad (Spaans: Metro de la Ciudad de México), formeel het Collectief Transportsysteem-Metro (Sistema de Transporte Colectivo-Metro) is het belangrijkste openbaarvervoersysteem van Mexico-Stad, de hoofdstad van Mexico. Het netwerk bestaat uit 12 metrolijnen 1-9, 12, A en B. De Xochimilco Light Rail, het laatste restant van de tram van Mexico-Stad die tot 1984 met PCC-trams reed, hoewel officieel geen deel van het metronetwerk, wordt vaak als onderdeel van het metrosysteem gezien en aangegeven op metrokaarten.

## Kenmerken
De eerste metrolijn met 16 stations werd in 1969 geopend door president Gustavo Díaz Ordaz. Het netwerk bestaat uit 12 lijnen met 195 stations en een totale lengte van 202 kilometer. Met 4,5 miljoen reizigers per dag is het een van de tien drukste metronetwerken ter wereld. Het is eveneens een van de goedkoopste metro's ter wereld; een kaartje, geldig voor het hele netwerk, kost MXN $5,00. Voor studenten geldt een tarief van MXN $3,00 en voor bejaarden en gehandicapten is het gratis. De metro van Mexico-Stad is het hoogst gelegen metrosysteem gemeten vanaf het zeeniveau.
Sommige lijnen hebben tijdens het spitsuur de voorste coupés gereserveerd voor vrouwen en kinderen.

### Symbolen
Opvallend aan de Metro van Mexico-Stad is dat elk metrostation behalve een naam ook een symbool heeft, dit om analfabeten van dienst te kunnen zijn. Meestal heeft het symbool iets te maken met de naam van het metrostation. Zo heeft het station Emiliano Zapata een afbeelding van Emiliano Zapata als symbool, het station Coyoacán een coyote en het station Doctores twee dokters.

Plattegrond van de Metro van Mexico-Stad

## Ongevallen
In 2021 stortte een viaduct van lijn 12 in. Deze ramp kostte 26 personen het leven.

## Galerij

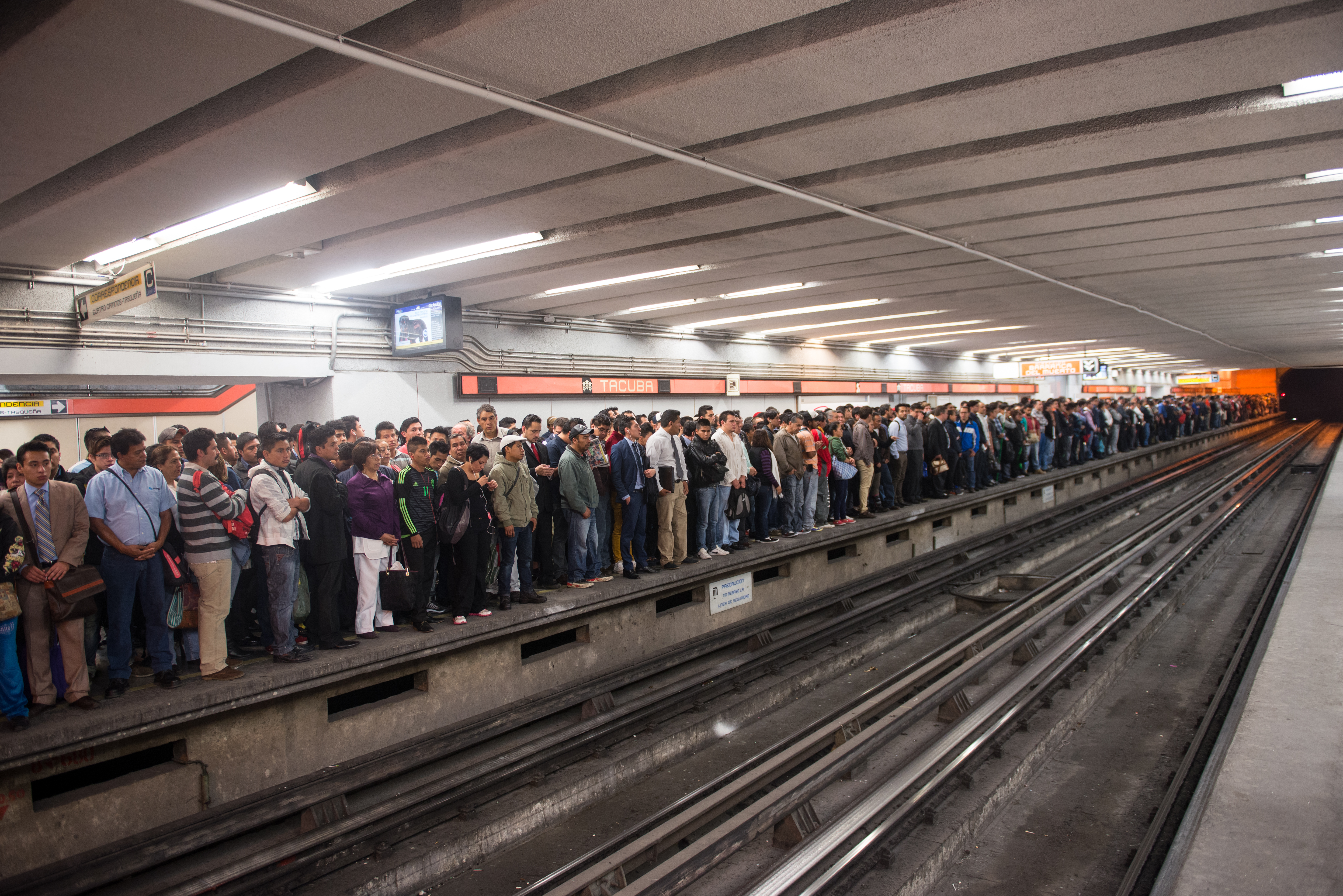
Drukte bij de Metro Mexico
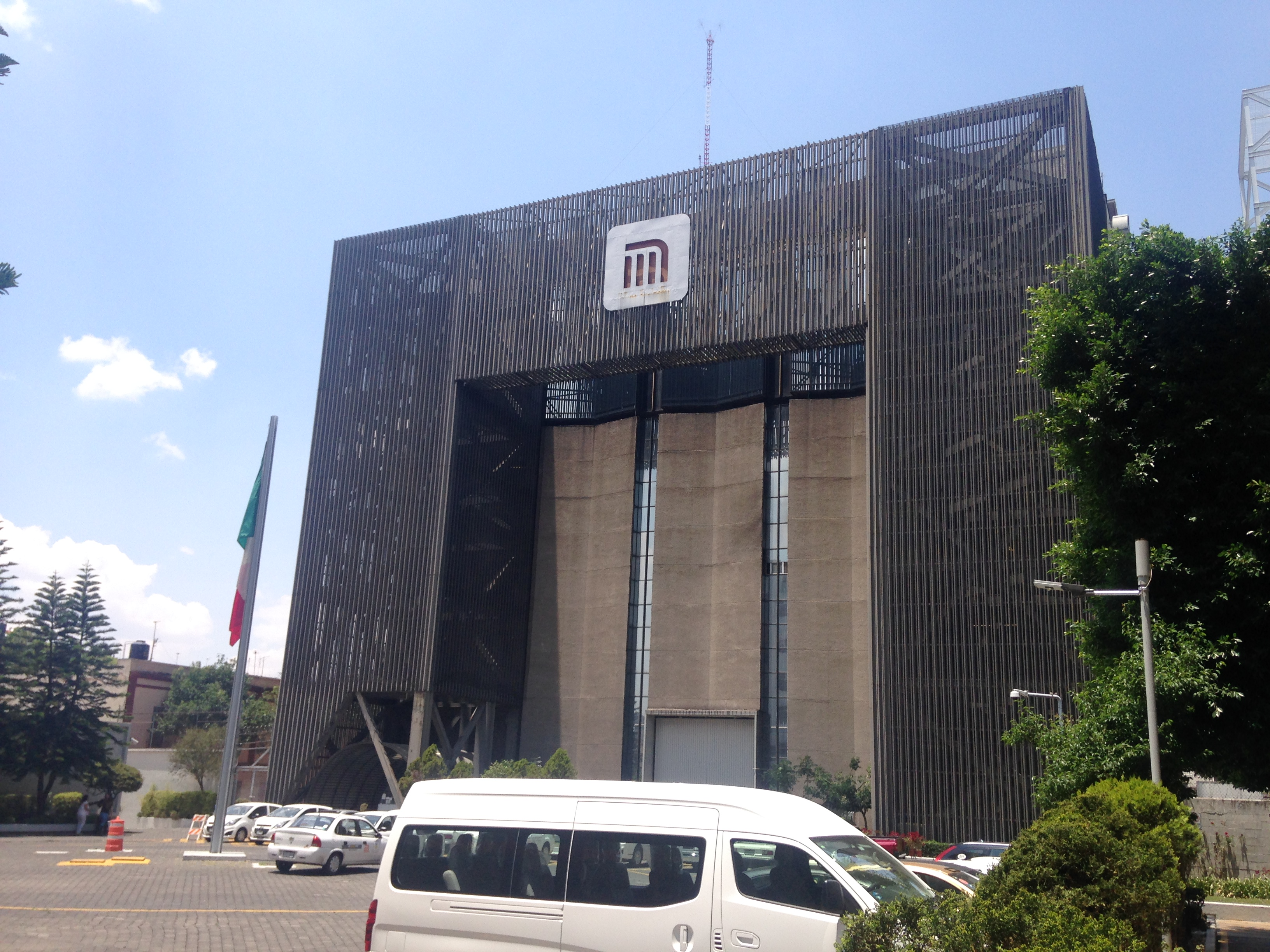
Centrale controle van de metro van Mexico City
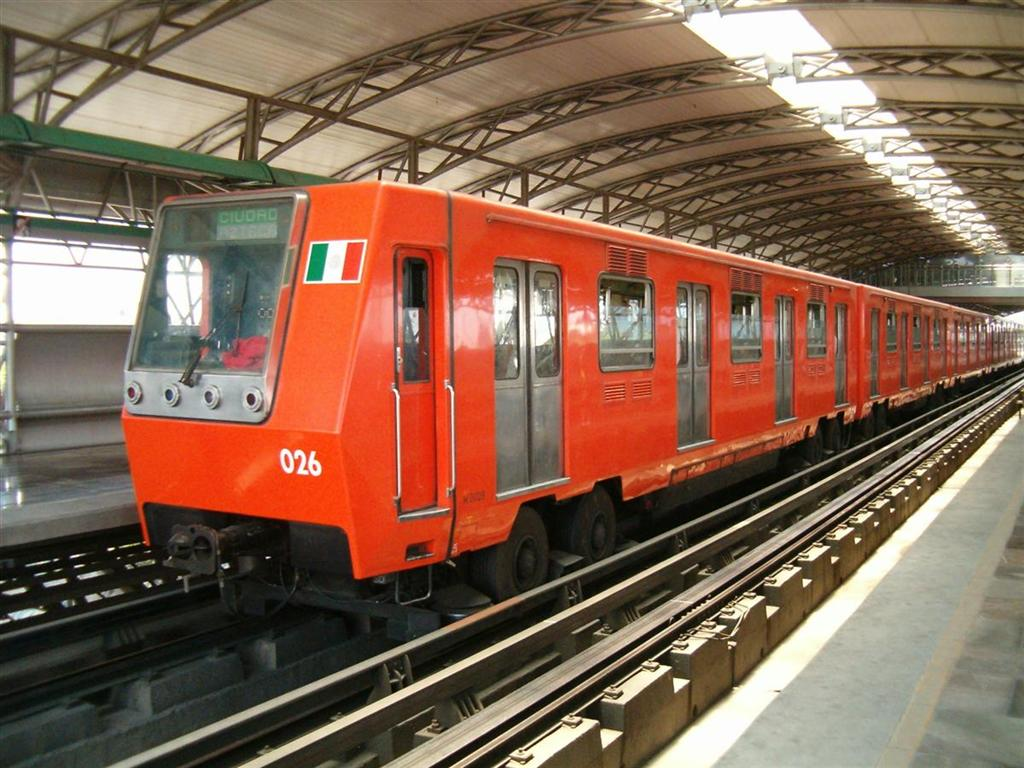
Bandenmetro
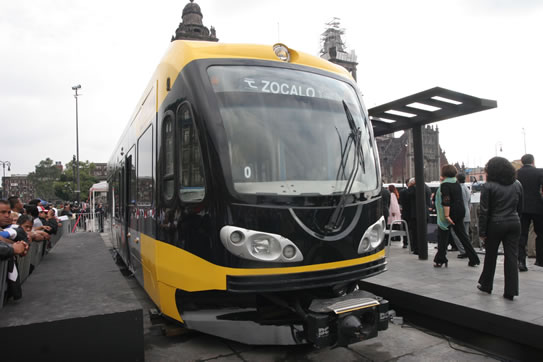
Prototype van een nieuw sneltramrijtuig